# Emblème de la république socialiste soviétique de Biélorussie

Emblème de la république socialiste soviétique de Biélorussie

La RSS de Biélorussie a utilisé cet emblème jusqu'à la chute de l'Union soviétique. Il est inspiré de celui de l'URSS.
La principale caractéristique de l'emblème est le marteau et la faucille croisés, symbole universel du communisme signifiant l'unité du travailleur et du paysan. La faucille et le marteau sont au-dessus d'un globe terrestre, qui est surmonté d'un soleil levant. Des gerbes de blé encadrent la figure centrale, avec des fleurs de chaque côté ainsi que du trèfle sur la gauche et du lin sur la droite.
Un ruban rouge est enroulé autour des épis de blé ; il rappelle le drapeau rouge communiste. À la base de l'emblème, les lettres БССР (BSSR) apparaissent, un raccourci pour le nom complet de la république, la république socialiste soviétique de Biélorussie (Беларуская Савецкая Сацыялістычная Рэспубліка). Le terme n'est affiché qu'une seule fois car il est identique en russe et en biélorusse. De chaque côté du ruban, la devise d'État de l'URSS (Prolétaires de tous les pays, unissez-vous!) apparaît en biélorusse sur la gauche (Пралетарыі ўсіх краін, яднайцеся!), et en russe sur la droite (Пролетарии всех стран, соединяйтесь!). En haut de l'emblème, une étoile rouge rappelle également le communisme.
La RSS de Biélorussie a eu des armoiries légèrement différentes jusqu'en 1950 ; les premières versions avaient par exemple un texte en yiddish et en polonais. Les armoiries  des années 1950 ont été conçues par I.I. Dubasov, Artiste du Peuple de l'URSS.
Après l'indépendance, la Biélorussie a adopté le Pahonie, blason historique, comme armoiries nationales. Cependant, Alexandre Loukachenko le supprima à son arrivée au pouvoir en 1995 après un référendum. Le Pahonie fut alors remplacé par les nouvelles armoiries de la Biélorussie, fortement inspirées par celles des années cinquante, la faucille et le marteau remplacés par la carte du pays.

Emblème de la république socialiste soviétique de Biélorussie 1919-1927.
Emblème de la république socialiste soviétique de Biélorussie 1927-1937.
Emblème de la république socialiste soviétique de Biélorussie 1937-1938.
Emblème de la république socialiste soviétique de Biélorussie 1938-1949.
Emblème de la république socialiste soviétique de Biélorussie 1981-1991.